# Таклиди сеиф
Таклиди́ сеи́ф (от араб. taklid — «опоясывание», seif — «меч»‎); буквально «опоясывание мечом» (тур. kılıç kusanma; тур. kılıç alayı) — обряд, который совершался над турецким султаном, вскоре после вступления его на престол (церемонии Джулюс) и соответствовал европейскому обряду коронации. Меч, которым опоясывали султана, принадлежал Осману I — основателю династии Османов.

## История обряда
Утверждалось, что истоки церемонии восходят к Шейху Эдебали и Осману I — якобы шейх Эдебали опоясал Османа «мечом ислама», благословив таким образом на борьбу с неверными. Эдебали был шейхом тариката мевлеви, основанного сыном Джелаладдина Руми. Также существует легенда, что сам основатель тариката, сын Джелаладдина, султан Валад, опоясал Османа мечом своего отца.
Существует мнение, что в опоясывании мечом последующих правителей участие главы тариката было обязательным. Якобы, он специально для этого прибывал из Коньи в Стамбул, потому что более никто не имел права опоясывать мечом султана: «перепоясание совершает один из потомков Джелаль-эд-дина Руми, прозванного мулла Хункяр; эта честь принадлежит исключительно потомкам Хункяра за то, что он благословил ребёнка Османа, впоследствии основавшего османское государство». Изучение записей о проведении обряда показывает, что это не так. В большинстве случаев обряд проводился шейх аль-исламом и/или накиб аль-ашрафом, иногда к ним присоединялся силахдар-ага (главный оруженосец султана), ага янычар (глава корпуса янычар) или глава тариката. Зафиксировано не более семи случаев участия главы тариката в обряде, хотя всего известно о тридцати случаях проведения обряда.
Неизвестно, действительно ли эта процедура восходит к Осману и Эдебали, или Осману и Валаду. Остались записи о процедуре опоясывания мечом начиная с Мурада II, а его сын, Мехмед II, установил порядок совершения обряда и прошёл его повторно после завоевания Константинополя.

## Обряд
Опоясывание мечом должно было проходить в течение недели после джюлюса, однако известны исключения: Абдул-Хамид I был опоясан мечом на 8 день после джюлюса, а Абдул-Хамид II - на одиннадцатый. Ритуал совершался в Мечети Эйюпа, при этом известно только четыре случая из тридцати, когда обряд был проведён в Эдирне (первый обряд для Мехмеда II; обряды Ахмеда II, Мустафы II, Ахмеда III) и один в Бурсе (обряд Мурада II). До начала XX века на церемонию не допускались немусульмане, поскольку им был запрещён вход в мечеть Эйюпа. Считается, что впервые немусульмане были приглашены на церемонию опоясывания мечом Османа султана Мехмеда V 10 мая 1909 года, о которой был опубликован репортаж в газете The New York Times. В церемонии приняли участие представители всех религиозных общин в империи: греческий патриарх, главный раввин и патриарх армянской церкви. Во время правления Мурада IV была написана картина, иллюстрирующая церемонию возведения на трон Османа II в 1618 году. Как сообщается на сайте аукциона Сотбис, её автор — свидетель церемонии, художник, сопровождавший австрийского посла. Барон Моллард, якобы, был допущен на церемонию опоясывания. Но описание картины на сайте аукциона содержит большое количество фактических ошибок, в том числе, в названии: на картине в действительности изображена процедура джулюс.
В ритуале было несколько этапов. Первым этапом была «процессия меча», когда меч Османа торжественно проносили к месту церемонии опоясывания. Затем уже следовало опоясывание мечом. В день церемонии султан прибывал в Эюп; обычно — по морю на судне. Приплыв, султан сходил на берег, садился на коня и торжественно преодолевал путь от пристани до мечети, двигаясь по кладбищу в толпе аристократов и рядов войск. У входа султан спешивался и шёл в мечеть. Помолившись, он выходил к старому платану между мечетью и тюрбе Абу Айюба аль-Ансари, где его опоясывали мечом Османа, а иногда ещё и другими мечами, по выбору султана. Помимо меча Османа, в разные времена ещё использовались меч Мухаммеда аль-Баттар, меч Халида ибн Валида, меч калифа Омара, меч халифа Али и меч султана Селима I. Например, Махмуд II справа был опоясан мечом Мухаммеда, а слева - мечом Османа; султан Мустафа III выбрал для церемонии меч калифа Омара, чтобы подчеркнуть стремление к справедливости. Затем султан со свитой отправлялся в Стамбул и въезжал в него через ворота Эдирне, посетив могилы великих предшественников-воителей и Мечеть Ая-Софья. В число посещаемых могил входили захоронения Сулеймана I, Баязида II, Мехмеда II, построившего мечеть Эйюпа и разработавшего ритуал, Селима I, которому, согласно легенде, Мутаваккиль передал титул калифа и его атрибуты — меч и мантию Мухаммеда.
Последняя церемония опоясывания мечом проходила в 1918 году. Эта церемония была снята на киноплёнку.

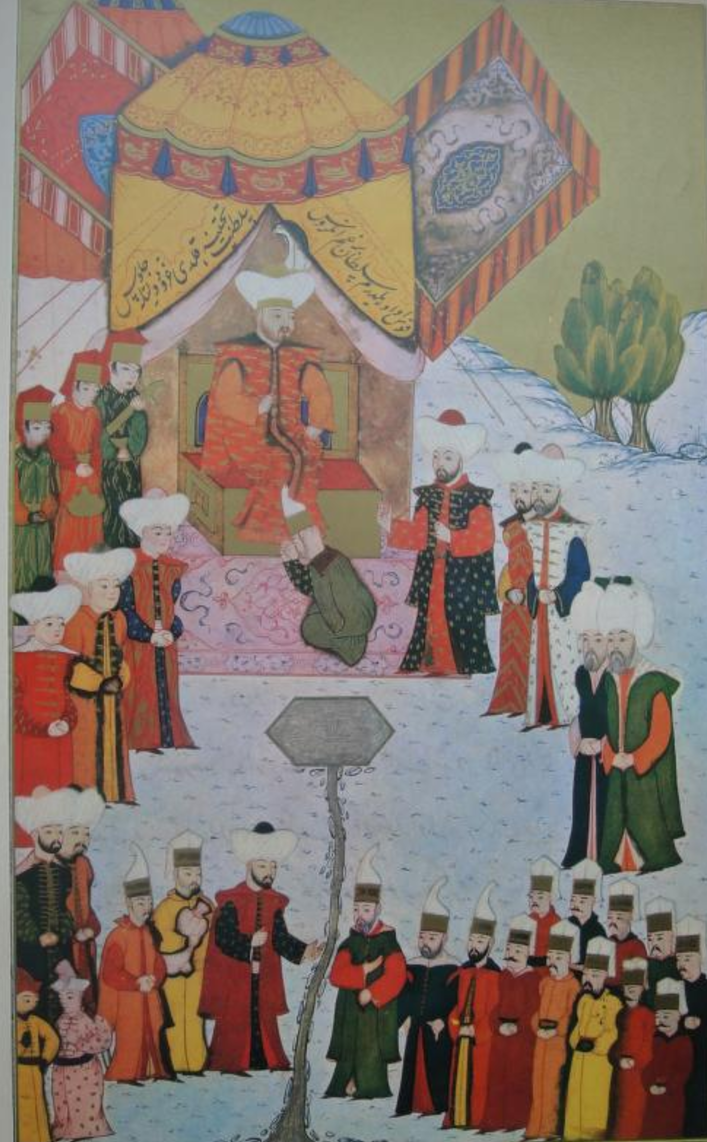
Джулюс Баязида I на Косовом поле.
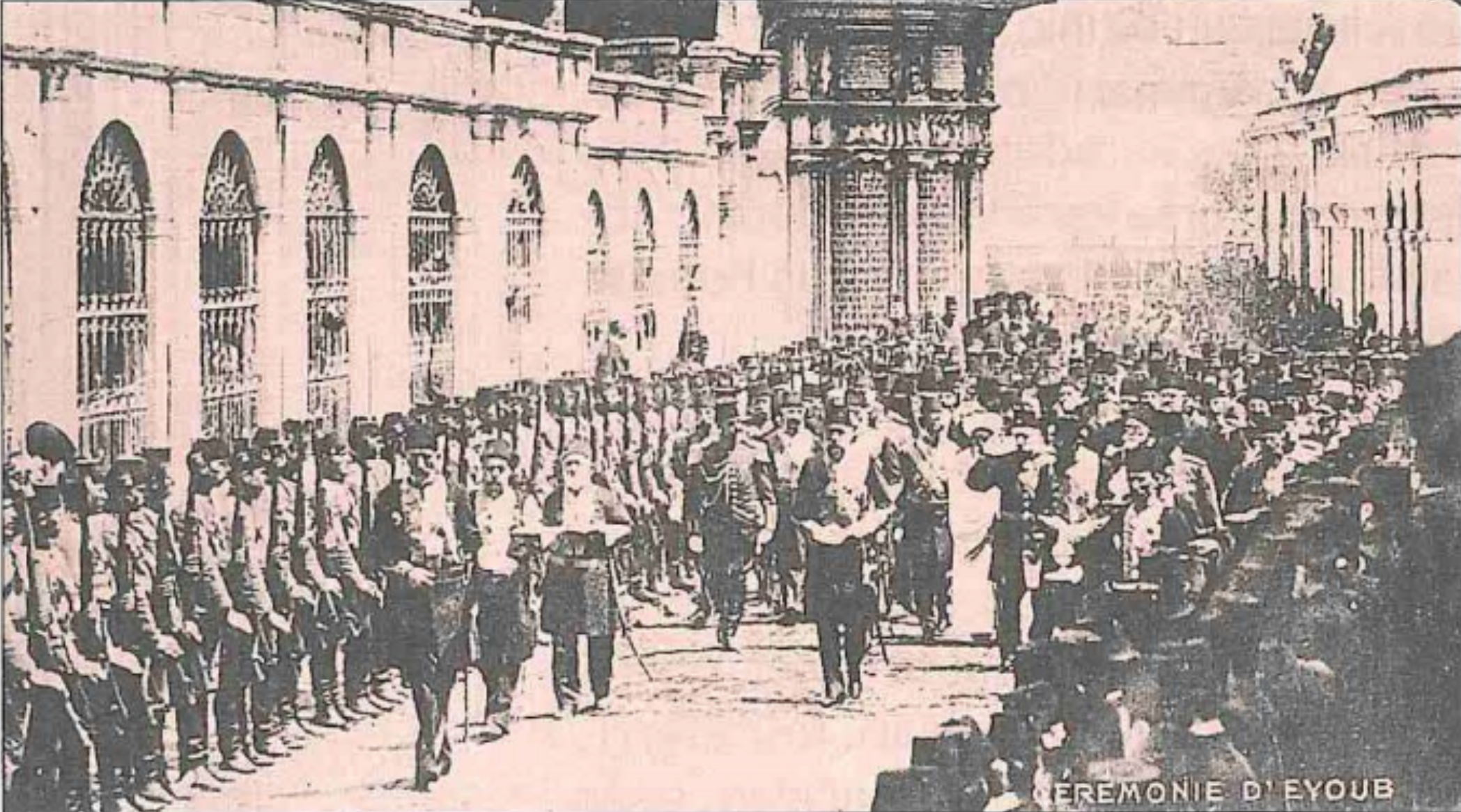
Церемония «процессия меча» перед опоясыванием Мехмеда V. 1909 год
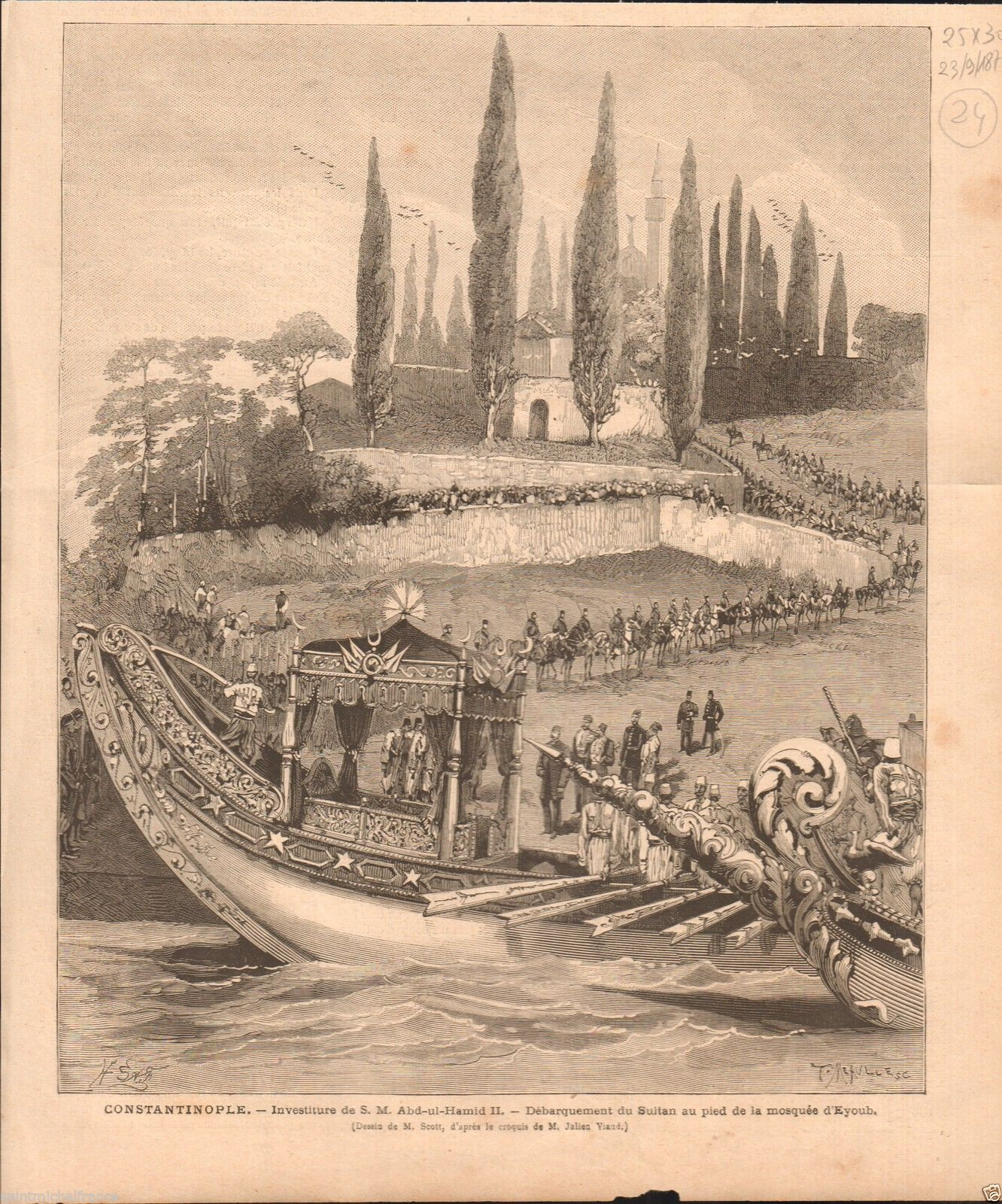
Абдул-Хамид II на лодке прибывает в Эйюп. 1876 год
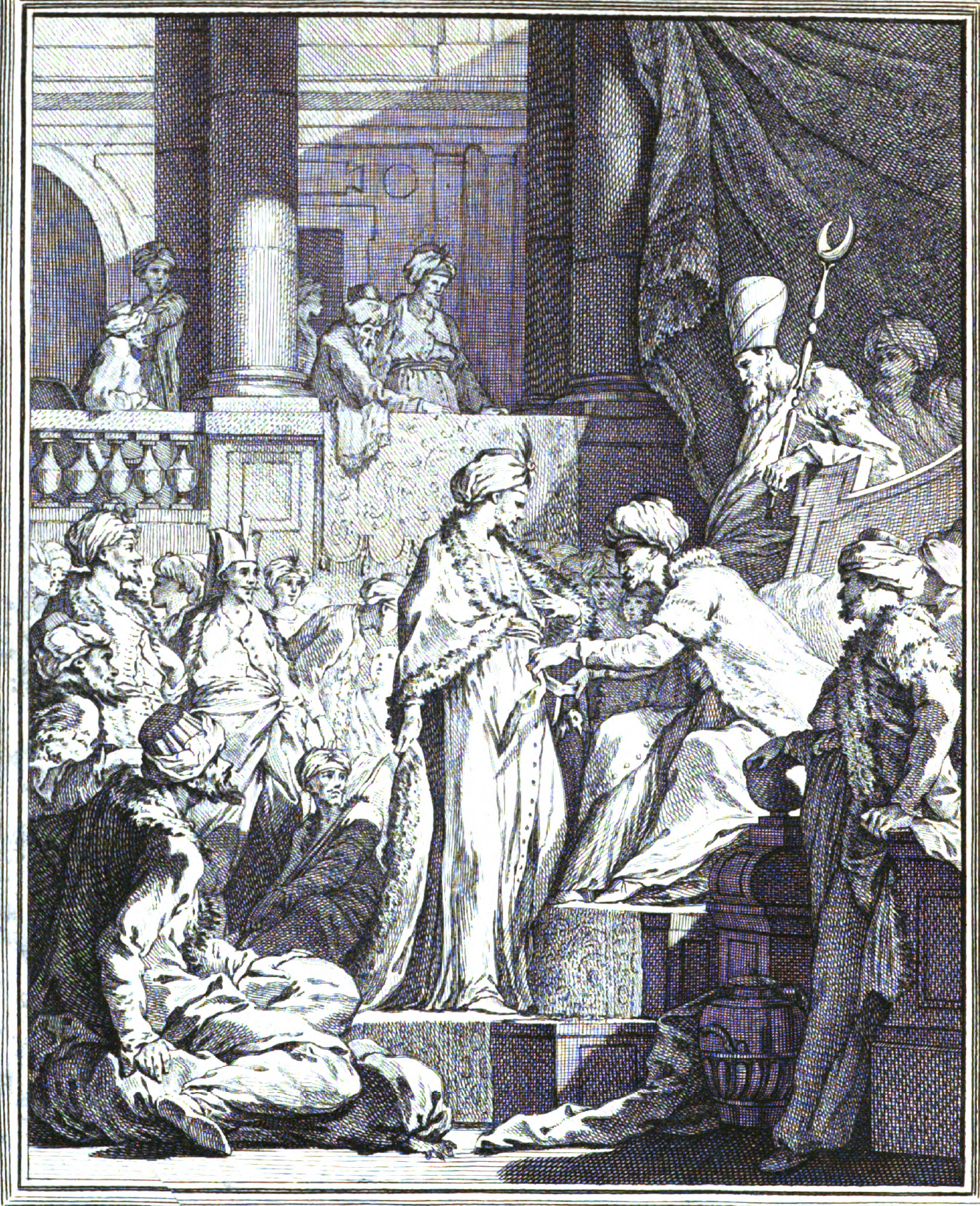
Таклиди сейф в представлении европейского художника, не видевшего церемонию. 1747 год